# Wendelin von Maltzahn
Wendelin Freiherr von Maltzahn (* 10. Mai 1815 in Berlin; † 5. Juli 1889 ebenda) war ein deutscher Literaturhistoriker.
Maltzahn brach die Militärkarriere, für die er sich zunächst entschieden hatte, ab, und widmete sich von 1840 an in Berlin literarhistorischen Studien, die sich namentlich auf das Volkslied, die schlesischen Dichterschulen und die klassische Periode der deutschen Literatur bezogen. Ab 1868 lebte er in Weimar, später kehrte er nach Berlin zurück.
Im Umgang mit wertvollen Handschriften und seltenen Büchern stand Maltzahn in dem Ruf, „an allen Untugenden eines Sammlers“ zu leiden. So soll er wiederholt leihweise überlassene Originale als sein Eigentum deklariert haben.
Aus Dankbarkeit für viele nützliche Hinweise widmete ihm Emil Palleske am 1. Mai 1858 seine Friedrich-Schiller-Biographie Schiller’s Leben und Werke.

## Herausgeberschaft
- Das Gustav-Adolphs-Lied von 1633. Mit einer literarischen Einleitung und historischen Anmerkungen. Adolf, Berlin 1846. (books.google.de; Digitalisat)
- Zehn schöne neue Lieder aus dem Siebenjährigen Kriege. Zur Erinnerung an den 31. Mai 1851. Trowitzsch & Sohn, Berlin 1851. (digital.staatsbibliothek-berlin.de; Digitalisat)
- Gotthold Ephraim Lessing’s sämmtliche Schriften. Herausgegeben von Karl Lachmann. Auf’s Neue durchgesehen und vermehrt von Wendelin von Maltzahn. 12 Bände. Göschen, Leipzig 1853–1857.
- Eduard Boas: Schiller’s Jugendjahre. 2 Bände. Jolowicz, Berlin 1855. (reader.digitale-sammlungen.de; Digitalisat Band 1; reader.digitale-sammlungen.de; Digitalisat Band 2)
- Schiller’s und Goethe’s Xenien-Manuscript. Zum ersten Mal bekannt gemacht von Eduard Boas. Hirsch, Berlin 1856. (reader.digitale-sammlungen.de; Digitalisat)
- Friedrich von Schiller: Wallenstein. Nach den Handschriften und Veränderungen des Verfassers vom Jahre 1799. Cotta, Stuttgart 1861.
- Schiller's Werke. Nach den vorzüglichsten Quellen revidirte Ausgabe. Herausgegeben von Wendelin von Maltzahn [und Robert Boxberger]. 16 Teile. Hempel, Berlin [1868–1874].
- Schiller’s Briefwechsel mit seiner Schwester Christophine und seinem Schwager Reinwald. Veit, Leipzig 1875. (reader.digitale-sammlungen.de; Digitalisat)
- Deutscher Bücherschatz des sechszehnten, siebenzehnten und achtzehnten bis um die Mitte des neunzehnten Jahrhunderts. Gesammelt und mit bibliographischen Erläuterungen herausgegeben. 3 Bände. Mauke, Jena 1875–1882. (books.google.de; Digitalisat) (Nachdruck: Olms, Hildesheim 1966).
- Theodor Wilhelm Danzel, Gottschalk Eduard Guhrauer: Gotthold Ephraim Lessing. Sein Leben und seine Werke. Herausgegeben von Wendelin von Maltzahn und Robert Boxberger. 2 Bände. 2., berichtigte und vermehrte Auflage. Hofmann, Berlin 1880–1881.